# Jos De Bremaeker
Jos Victor De Bremaeker (Elsene, 10 mei 1933 ― 26 mei 2022) was een Belgisch politicus voor de BSP en vervolgens de SP. Hij was volksvertegenwoordiger en senator.

## Levensloop
Jos De Bremaeker studeerde handels- en consulaire wetenschappen en daarna handels- en maritieme wetenschappen aan de Rijkshandelshogeschool te Antwerpen. Hij werd na zijn afstuderen leraar.
Hij werd politiek actief voor de BSP, voor deze partij was hij van 1971 tot 1982 gemeenteraadslid van Antwerpen. Ook was hij er van 1971 tot 1976 raadslid van de Commissie voor Openbare Onderstand en van 1977 tot 1982 raadslid van het OCMW.
Ook zetelde De Bremaeker van 1983 tot 1991 in de Senaat als rechtstreeks gekozen senator voor het kiesarrondissement Antwerpen. Daarna was hij van 1991 tot 1995 lid van de Kamer van volksvertegenwoordigers.
In de periode januari 1983-mei 1995 had hij als gevolg van het toen bestaande dubbelmandaat ook zitting in de Vlaamse Raad. De Vlaamse Raad was vanaf 21 oktober 1980 de opvolger van de Cultuurraad voor de Nederlandse Cultuurgemeenschap, die op 7 december 1971 werd geïnstalleerd, en was de voorloper van het huidige Vlaams Parlement.
In 2003 werd hij ereconsul van het eiland Cyprus voor de provincie Antwerpen. Als reserve-fregatkapitein buiten dienst schreef hij enkele boeken in verband met de zeevaart. Muiterij aan boord| gaat over muiterijen. Alle hens aan dek gaat over bekende admiraals.

## Publicaties
- Gegijzeld in Irak, Antwerpen, Wever & Bergh, 2008
- Muiterij aan boord!, ASP Academic & Scientific Publ., 2017
- Alle hens aan dek, ASP Academic & Scientific Publ., 2018
- Geen zeemansgraf. Schipbreuk, moord en erger, ASP Academic & Scientific Publ., 2018